# Proechimys steerei
Proechimys steerei (щетинець Стіра) — вид гризунів родини щетинцевих, який зустрічається на сході Перу на заході Бразилії й на півночі Болівії. Цей вид мешкає в районах «varzea», тобто тих, які розташовані нижче рівня повеней. Його висотної діапазоні сягає 300 м над рівнем моря. Каріотип: 2n=24, FN=40-42.

## Морфологія
Морфометрія. Повна довжина: 357–493, довжина хвоста: 120–207, довжина задньої стопи: 49—63, довжина вух: 20—26 мм.
Опис. Вуха і задні лапи великі, хвіст пропорційно короткий, приблизно дві третини довжини тіла. Колір хвоста темно-коричневий зверху й від білого до кремового знизу; він зодягнений у волосся, але луски залишаються помітними оку. Колір дорсальної поверхні задньої стопи характерно для цього виду: забарвлення зовнішньої зони від блідо до темно-коричневого; внутрішня зона білувата по довжині стопи. Іншою відмітною особливістю є вузьке, коротке, і досить слабке остюкоподібне волосся на спині.

## Відтворення
Середній приплід — троє дитинчат, діапазон 1—7.

## Загрози та охорона
У даний час серйозних загроз немає, але в майбутньому, якщо на річках побудують дамби це знищить його середовище проживання. Зустрічається у кількох охоронних районах.